# Fractura concoidal

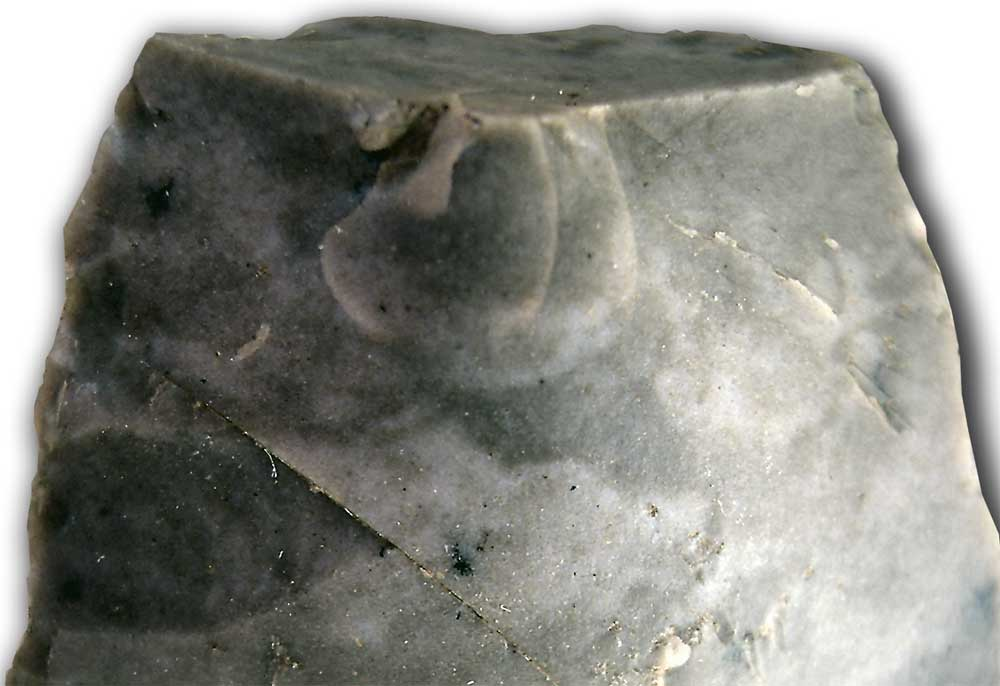
concoide

La fractura concoidal és un tipus de trencament propi dels materials fràgils de composició homogènia però amorfa (isòtropa), que, en trossejar-se, no segueixen plans naturals de separació. Entre aquests materials s'hi poden incloure el vidre domèstic, alguns minerals (cristall de roca) i nombroses roques naturals dures i criptocristal·lines com el sílex, la quarsita, l'obsidiana, etc.
La fractura concoidal s'oposa a la fractura plana, o, més pròpiament, exfoliació, que tenen certs cossos cristal·lins en què les molècules estan ordenades en una única direcció, per exemple les gemmes o els materials semiconductors. Cada un d'aquests tipus de fractura té propietats aprofitables per a l'ésser humà. Així, la fractura concoidal és emprada per molts geòlegs per determinar la naturalesa dels materials que estudien, però la seva veritable importància rau en el fet que va ser el sistema amb el qual es van fabricar totes les eines tallades en pedra de la prehistòria.

## Descripció

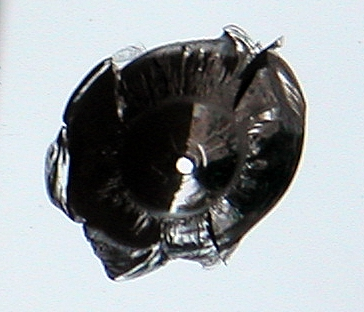
con neutre de fractura

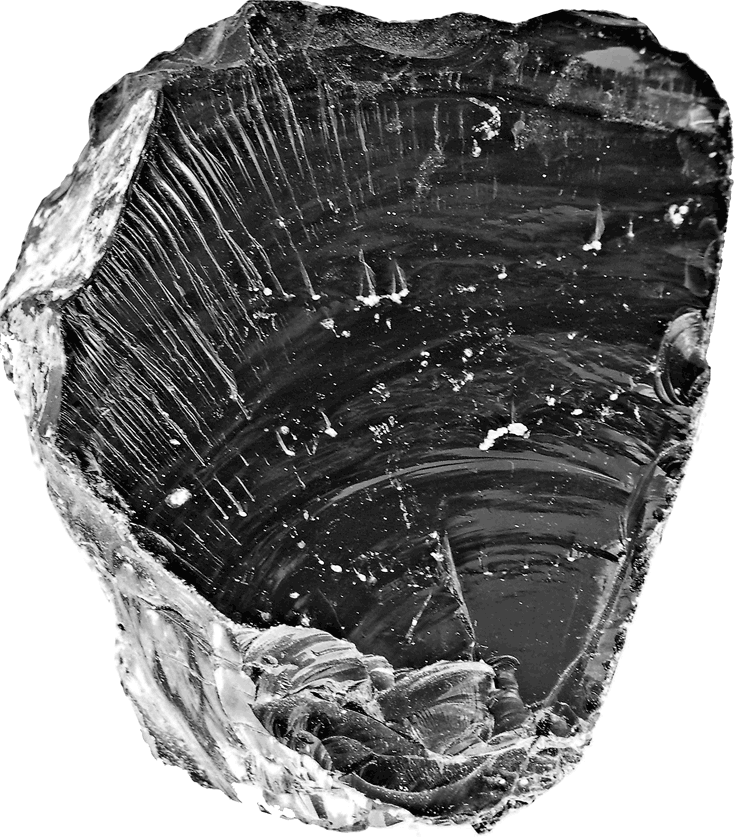

La fractura concoidal es produeix a través d'una superfície equipotencial que no és plana, una ona corba, i que, a més, canvia gradualment a mesura que es propaga. El naixement és la part en què el material rep la tensió que provocarà la fractura (ja sigui per un impacte, o per una forta pressió). Aquesta zona rep el nom de superfície el·líptica de Hertz, i a partir d'ella, com si es tractés d'un epicentre, es desenvolupen ones de vibració que trenquen el material. En realitat, es tracta d'ones elàstiques transversals que són reflectides, en repetides ocasions, per totes les cares del sòlid fins que, per fi, conflueixen en una única superfície de fractura. Aquestes ones tenen forma de paràboles amples i curtes, l'origen de les quals és tangent (paràboles homofocals). A continuació, es desenvolupa un con hertzià o con neutre que es va corbant fins a esdevenir l'esfera de Boussinesq, és a dir, el concoide. A mesura que la superfície de fractura es propaga, les paràboles canvien de direcció a través de l'anomenada superfície equipotencial de Rànquing, així, l'ona es va deformant, fins a formar la corba intrínseca de Caqot .
La fractura concoidal perfecta és sovint anomenada hookiana i adquiriria una forma el·líptica ampla i curta, perquè la paràbola homofocal és la morfologia pròpia de les ones de fractura en condicions ideals. Aquesta forma s'assembla a la petxina d'un bivalve, raó per la qual rep el nom de concoidal. La morfologia el·líptica no és intrínsecament millor o pitjor, però per als humans de la prehistòria suposava unes clares limitacions perquè només podria proporcionar peces (ascles) amples i curtes.
No obstant això, hi ha molts elements que alteren la propagació de les ones, de manera que és normal que aquestes degenerin adquirint propietats anomenades reològiques. Per exemple, les mateixes ones elàstiques que segueixen rebotant i que interfereixen el desenvolupament normal de la fractura; també les fissures o les impureses del material. Tots aquests factors pertorben la fractura natural, desorganitzant-la, i generen superfícies de trencament secundàries, estelles caòtiques; llancetes radials que indiquen d'on ve l'impacte i quin és el desenvolupament de la superfície de fractura; resquills paràsits que salten fortuïtament, però d'una manera sistemàtica en el concoide; microlascats trapezoidals, associats a les vores de les ascles, en què el material és més fi i vulnerable a la repercussió d'interferències; ondulacions que provoquen un moviment oscil·latori en la superfície de fractura com les onades de l'aigua, etc. Un dels mecanismes més interessants és l'anomenat efecte de vora.

## Aprofitament humà
Existeix certa relació entre el gruix del sòlid i la superfície de fractura, ja que les seves parets exteriors reflecteixen contínuament les ones elàstiques transversals. Quan les ones de fractura s'acosten a la superfície del cos canvien bruscament la seva direcció, propagant-se cap a aquesta superfície, d'això se'n diu efecte de vora. Si es parla d'artefactes lítics tallats en roques de fractura concoidal, l'efecte de vora, lluny de ser un inconvenient per als artesans prehistòrics, va ser aprofitat per obtenir peces amb formes i dimensions previstes, aconseguint, així, una sèrie de productes, de manera preconcebuda per l'artesà tallista, que reben el nom genèric d'ascles, però que poden dividir-se en moltes varietats veritablement significatives per als arqueòlegs. Un cas especial és el de les fulles lítiques, ja que la fractura concoidal natural tendeix a ser més ampla que llarga, però, gràcies al domini de l'efecte de vora, els artesans prehistòrics aconseguien productes extremadament allargats i molt adequats per a nombrosos estris.

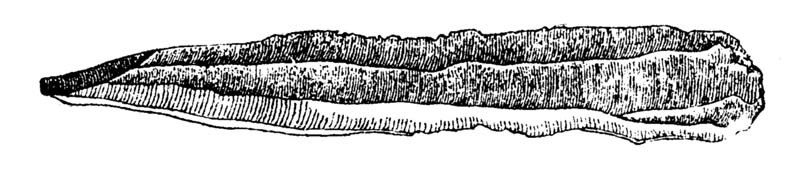
Una fulla lítica